# Henri Lichtenberger
Henri Lichtenberger, född 12 mars 1864, död 4 november 1941, var en fransk språkman och litteraturhistoriker. Han var brorson till Frédéric och Ernest Lichtenberger samt bror till André Lichtenberger.
Lichtenberger skrev 1895 Histoire de la langue allemande, och skrev även studier över Nibelungenlied, Goethe, Novalis, Nietzsche och Wagner. Han kämpade mycket för förståelsen för tysk kultur i Frankrike, och organiserade 1929 I'Institut d'études germaniques vid Sorbonne.